# 布瓦热兰公馆
布瓦热兰公馆（Hôtel de Boisgelin）是普罗旺斯地区艾克斯的一座历史建筑，位于马扎然区（Quartier Mazarin）的九月四日街（rue du Quatre Septembre）11号，在四海豚广场（Place des Quatre Dauphins） 

## 历史
它是由建筑师皮埃尔·帕维永（Pierre Pavillon，1612-1670）和让·克洛德·朗博（Jean-Claude Rambot，1621-1694）设计，为路易·勒布朗·德·蒙泰斯潘（Louis Le Blanc de Montespin）建于1650年。 1697年，皮埃尔-约瑟夫·洛朗-布吕（Pierre-Joseph Laurens-Brue） 购买了该建筑。那年，他委托建筑师洛朗·瓦隆（Laurent Vallon，1652-1724）设计了室内的大楼梯。后来传给布瓦热兰家族。 
它带有庭院和花园。在花园中，枝叶下有一个喷泉，因此白天总是在阴凉处
1964年，该建筑列为法国历史遗迹。